# والرین ووکوساولیویچ
والرین ووکوساولیویچ (انگلیسی: Valériane Vukosavljević؛ زادهٔ ۲۹ آوریل ۱۹۹۴) بازیکن بسکتبال اهل فرانسه است.
وی در مسابقات کشوری و بین‌المللی در مجموع برندهٔ ۴ مدال نقره، ۱ مدال برنز شده‌است.